# Ștefan Enescu
Ștefan C. Enescu (n. 25 septembrie 1887 - d. ?) a fost un general român, care a luptat în cel de-al Doilea Război Mondial.
A absolvit Școala Militară de Ofițeri de Artilerie în 1907. 
Grade: sublocotenent - 01.09.1907, locotenent - 03.10.1912, căpitan - 01.11.1916, maior - 01.09.1917, locotenent-colonel - 01.10.1925, colonel - 15.04.1933, general de brigadă - 27.02.1939, trecut definitiv în corpul tehnic - 27.02.1939.

## Decorații
- Ordinul „Coroana României” în gradul de Comandor cu însemne militare (9 mai 1941)[1]